# Jagdgeschwader 231
La Jagdgeschwader 231  (JG 231) (231e escadron de chasseurs) est une unité de chasseurs de la Luftwaffe à l'aube de la Seconde Guerre mondiale.
Active de fin 1938 à mi-1939, l'unité était affectée aux missions visant à assurer la supériorité aérienne de l'Allemagne dans le ciel de l'Europe.

## Opérations
Le JG 231 opère sur des chasseurs :
- Messerschmitt Bf 109D et E.

## Organisation

### I. Gruppe
Formé le 1er novembre 1938 à Bernburg  à partir du I./JG 137 avec :
- Stab I./JG 231 à partir du Stab I./JG 137
- 1./JG 231 à partir du 1./JG 137
- 2./JG 231 à partir du 2./JG 137
- 3./JG 231 à partir du 3./JG 137

Le 1er mai 1939, le I./JG 231 est renommé I./ZG 2 :
- Stab I./JG 231 devient Stab I./ZG 2
- 1./JG 231 devient 1./ZG 2
- 2./JG 231 devient 2./ZG 2
- 3./JG 231 devient 3./ZG 2

Gruppenkommandeure (Commandant de groupe) :
| Début             | Fin          | Grade     | Nom              |
| ----------------- | ------------ | --------- | ---------------- |
| 1er novembre 1938 | 1er mai 1939 | Hauptmann | Johannes Gentzen |

### II. Gruppe
Formé le 1er novembre 1938 à Zerbst à partir du II./JG 137 avec :
- Stab II./JG 231 à partir du Stab II./JG 137
- 4./JG 231 à partir du 4./JG 137
- 5./JG 231 à partir du 5./JG 137
- 6./JG 231 à partir du 6./JG 137

Le 1er mai 1939, le II./JG 231 est renommé I./JG 3 :
- Stab II./JG 231 devient Stab I./JG 3
- 4./JG 231 devient 1./JG 3
- 5./JG 231 devient 2./JG 3
- 6./JG 231 devient 3./JG 3

Gruppenkommandeure (Commandant de groupe) :
| Début             | Fin          | Grade | Nom                       |
| ----------------- | ------------ | ----- | ------------------------- |
| 1er novembre 1938 | 1er mai 1939 | Major | Otto-Heinrich von Houwald |